# Indochine (banda)
Indochine es una banda francesa de rock new wave y rock alternativo formada en 1981. Liderada por el vocalista y guitarrista parisino Nicola Sirkis, la agrupación musical ha cosechado un gran éxito tanto dentro como fuera del Francia, especialmente en la década de 1980 y a partir del año 2000 con canciones como «L'Aventurier», «Canary Bay», «3e sexe», «Trois nuits par semaine», « J'ai demandé à la lune», entre muchas otras. Tras varias giras por Europa, Asia y América Latina, y varios álbumes, el grupo alcanzó su mayor éxito con el álbum Paradize y su sencillo «J'ai demandé à la lune», publicado en 2002. Desde entonces se ha consagrado como una banda de culto dentro de la escena new wave francesa y en la actualidad han vendido más de 10 000 000 de álbumes, haciéndola una de las bandas francesas más exitosas de todos los tiempos. En el año 2022 en la gira del Central Tour, Indochine batió récords de asistencia en los estadios más grandes de Francia, incluyendo las asistencias de eventos deportivos y extradeportivos. En total fueron 417.799 espectadores. De esta gira, en noviembre de 2022 Indochine anuncio el 'Central Tour Le Film', el primer concierto del mundo filmado en directo para IMAX: nº 1 de taquilla en 477 salas del mundo y a partir del 2023 se encuentra en diferentes plataformas digitales.

## Historia

### Inicios
En noviembre y diciembre de 1980, dos anuncios aparecen en Rock & Folk para un grupo de París llamado "Los espías" que está buscando un bajista y un cantante. Dominique Nicolas y Nicola Sirkis responden y son contratados, para el bajo y para cantante respectivamente. Los dos se hacen amigos rápidamente y considerando que la música de este grupo es demasiado complicada para su gusto, deciden iniciar su propia formación.

### 1981 - 1989 (Cuarteto)
Fueron Nicola Sirkis y Dominique Nicolas quienes, allá por el 5 de mayo de 1981, decidieron fundar el grupo, siendo el primero quien cantaría y el segundo quien compondría y tocaría la guitarra, a ellos se les unió Dimitri Bodianski, con solo 17 años sabía ejecutar el saxofón, Nicola y Dominique lo conocieron por una amiga en común. Ya siendo el grupo de 3, deciden ensayar en un pequeño local al sur de París. 
El debut de Indochine en los escenarios es en el mítico club parisino Le Rose Bonbon, el 29 y 30 de setiembre, 30 de noviembre y 15 de diciembre de 1981. Su primera presentación del 29 de septiembre, tras actuar, firmaron con la compañía "Clémence Melody" la única que les permitía mantener su nombre, su primer contrato. En esa actuación los acompañó Stéphane Sirkis, hermano de Nicola, quien les ayudaba con los secuenciadores. Poco después, en noviembre de aquel año, grabarían sus primeras canciones en un sencillo llamado "Dizzidence Politik" y comenzarían a tener cierta fama en Francia.

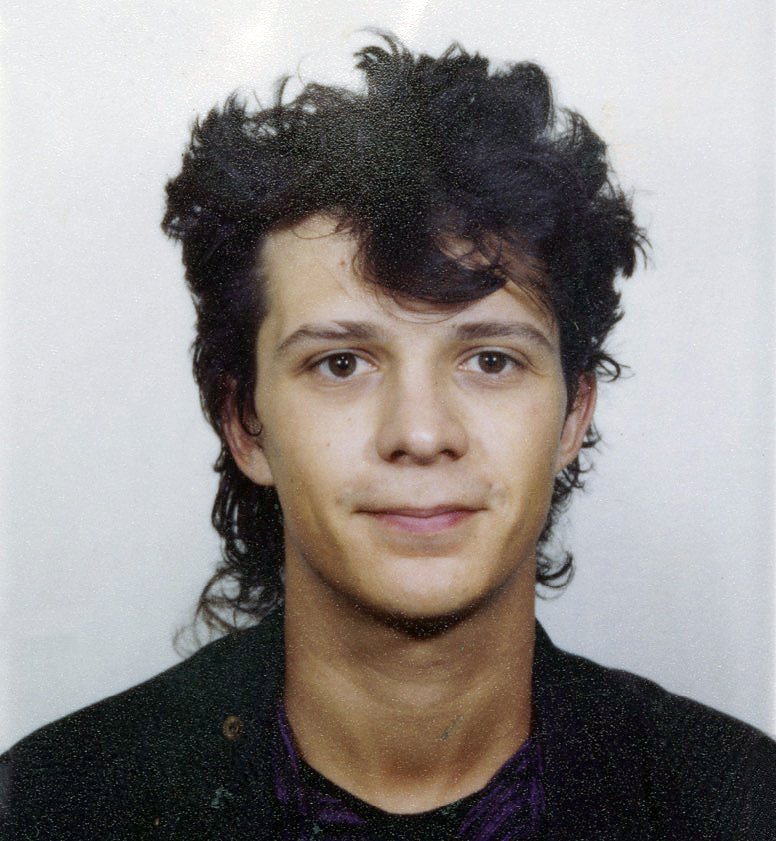
Stéphane Sirkis.

En el verano de 1982, cuando otros grupos dominaban la escena francesa, el primer álbum de Indochine, un mini LP llamado "L'aventurier" ("El aventurero"), se convirtió en el éxito del momento. Este disco, con las seis primeras canciones que grabó el cuarteto, salió a la venta el 15 de noviembre de 1982 y vendió más de 250 000 copias en Francia. La repercusión que el disco tuvo animó al cuarteto a grabar otro disco en el mismo año. 
Gracias el éxito de "L'aventurier", en 1983 Indochine recibe el premio Bus d’Acier, en gran premio del Rock Frances, patrocinado por la discoteca parisina Bus Palladium y por SACEM. El 4 de diciembre de ese año, "Le péril jaune" ("El peligro amarillo") salió a la venta, también en forma de LP, y consiguió llegar a los 225 000 discos vendidos. Varios singles de este disco también se comercializaron: "Miss Paramount", en noviembre de 1983, y "Kao Bang", allá por abril de 1984. En ese año se ruedan 2 clips, Miss Paramount y Kao Bang.
1985 es el año en que empiezan a ser conocidos más allá del territorio francófono de Francia, Bélgica y Suiza. Se trata de Suecia y Dinamarca, este último país donde comienzan a escucharse las canciones del tercer disco de Indochine, "3". El 10 de mayo empieza a comerciarse tal disco, del que se venden los sencillos "Canary Bay", "3e sexe" ("El tercer sexo"), "Tes yeux noirs" ("Tus ojos negros") (1985) y "A l'assaut (des ombres sur l'O)" ("Al asalto (Sombras sobre el [castillo de] O) (1986). El LP alcanza las 750 000 copias no solo en Francia, sino en toda la Europa y en Perú. Asimismo, debido a su fama, Serge Gainsbourg opta por rodar un videoclip para ellos, el de la canción "Tes yeux noirs".
Tras pasar 1986 de gira por gran parte de Francia con el Tour Joue, es el año en que aprovechan lanzar un álbum LP y un video en VHS en vivo titulado "Au Zénith" ("En el Zénith", una grabación con las canciones que tocan en el Zénith de París en los conciertos del 24 al 27 de marzo de 1986) y que salió a la venta el 4 de octubre de 1986, esto se realizó con motivo de su 5.º aniversario, para lo cual contaron con la participación de Arnoud Devos (batería y percusión). 
Hacia el año 1987, se lanza el cuarto disco del grupo, "7000 danses" ("7000 bailes"), que sale a la venta el 12 de octubre de ese año. Éste, ya en formato CD y también en LP, llega a vender unas 350 000 copias. Del mismo se comercializan los singles "Les Tzars", "La machine à rattraper le temps" ("La máquina que devuelve el tiempo")(1987) y "La chevauchée des champs de blé" ("La cabalgada en los campos de trigo")(1988). La grabación del álbum "7000 danses" se realiza en Miraval, el mismo estudio que el grupo The Cure acababa de grabar su disco "Kiss Me, Kiss Me, Kiss Me". 
En 1986 en Lima la banda había encontrado acogida a raíz de la difusión por radio del single de L'Aventurier.  En seguida, a comienzos de 1987, la pequeña disquera, El Virrey, negocia los derechos del álbum Au Zénith, que se comercializa en disco LP de 33 rpm y en casete. En pocos días, miles de copias encuentran compradores y las cifras, que llegan solo a principios de ese año, son de 300,000 copias vendidas. 
Sorprendidos por el hecho, Indochine decide incluir a Lima en una gira con parada allí y en Montreal - (Canadá). Luego de presentarse en Montreal el 6 de abril de 1988, la banda viaja al Perú a fines del mismo mes. Allí se presentó ante sus fans limeños en cuatro funciones, el 29 y 30 de abril, y el 6 y 7 de mayo de 1988, en el Coliseo Amauta, alcanzando un público de más de 50,000 personas.
Aquella fue la última gira realizada por Indochine en los 1980s. Para ese tour el cuarteto contó con la participación de músicos invitados como Diego Burgard (bajo) y Jean-My Truong (batería), además se filmó un documental sobre el tour en diferentes ciudades de Europa, Canadá y Perú y fue lanzado a la venta en VHS a partir de 1989.
A principios de 1989 Dimitri Bodianski, incapaz de dedicar el tiempo suficiente a la música y a su hijo, decide separarse del grupo. El cuarteto, que, por tanto, se transforma en un trío, decide no sustituirlo por ningún otro saxofonista en su disco de 1990 "Le baiser" ("El beso"), sacado a la venta el 5 de febrero de ese año y que llegó, a pesar del declive del grupo, a vender 200 000 ejemplares.

### 1990 - 1994 (Trío)
Luego de muchos meses de gira, la banda se toma un descanso. Su quinto álbum de estudio, Le Baiser fue lanzado a comienzos de 1990. Los fanes se sorprendieron al descubrir que Dimitri Bodianski ya no formaba parte del grupo, al decidir dejar la banda en enero de 1989.
1991 marca el décimo aniversario de Indochine. Para celebrar la ocasión se lanza Le Birthday Album saliendo a la venta (28 de octubre de 1991). Fue una compilación de grandes éxitos, incluyendo una nueva pista, La Guerre Est Finie ("La Guerra Ha Terminado"), la cual fue lanzada como sencillo. El éxito del álbum fue considerable (vendió 600 000 copias en toda Europa) y reavivó el interés en el grupo. Sin embargo, el título del sencillo resultó ser desafortunado por el hecho de que la Guerra del Golfo comenzó en esa época, por lo que muchas emisoras de radio optaron por no transmitir la canción.
Además ese mismo año se lanza la videografía del grupo en VHS la cual se incluye varios videoclips del grupo durante los 10 años de vida artística (1981-1991).
1992 el trío sale de gira por países de Europa, Canadá (Montreal y Quebec) con el Tour Le Birthday Album. Para la gira contaron con la presencia de Philippe Eidel (teclados y acordeón) Marc Elliard (bajo) y Jean-My Truong (batería).
1993 Un Jour Dans Notre Vie, su sexto álbum de estudio que sale a la venta (22 de noviembre de 1993), pero que resultó un fracaso tanto comercialmente como de crítica. La canción Bienvenue chez les nus (Bienvenidos al país de los desnudos) de 1993 fue dedicada al Perú, país que habían visitado en 1988.
1994 el trío sale de gira por Europa con el Tour Un Jour Dans Notre Vie y aprovechan ese mismo año para lanzar un álbum en directo titulado Radio Indochine que fue grabado en Francofolies de Spa (Spa, Bélgica) el 30 de julio de 1994 y sacado a la venta (el 12 de diciembre de 1994).
Para ese Tour contaron con la presencia de Jean-Pierre Pilot (teclados) Marc Elliard (bajo) y Jean-My Truong (batería). A finales del año Dominique Nicolas guitarrista y fundador, cansado del ambiente artístico decide retirarse del grupo. Aun así, los hermanos Sirkis deciden continuar su carrera musical en el grupo, y para esto deciden incorporar invitados para la realización de un nuevo álbum de estudio.

### 1995 - 1999 (Dúo)
Ya quedando solo los dos hermanos Nicola y Stéphane establecen un desafío: Indochine vive y vivirá, entonces van a la búsqueda de un guitarrista. Durante este tiempo, Nicola invita en escena a Alexandre Azaria, antiguo guitarrista del" Cri de la Mouche"(grupo francés). Tanto Nicola como su hermano Stéphane comienzan a realizar las nuevas composiciones para el siguiente álbum.
1996 Wax su séptimo álbum de estudio que sale a la venta (4 de noviembre de 1996) que tuvo cierta acogida en su público, pero paso desapercibido en los medios locales. Es en ese disco que hace su participación Dimitri Bodianski saxofonista y exintegrante del grupo el cual grabó un tema junto con ellos titulado Drugstar.
1996-1997 realizaron gira por Europa, Francia y Canadá (Montreal) con el Wax Tour, lanzando también un álbum en CD (conteniendo un doble CD) y un vídeo en DVD y VHS en vivo que se filmó y grabó (Bruselas-Bélgica) el 11 de mayo de 1997, saliendo a la venta (7 de noviembre de 1997) con el título Indo live en la cual hace su aparición Dimitri Bodianski tocando saxofón junto al grupo con el tema Drugstar. Para esta ocasión los hermanos Sirkis contaron con la presencia de Xavier Géronimi (guitarra) Jean-Pierre Pilot (teclados) Marc Elliard (bajo) y Yann Cortella (batería).
1998 Luego de haber sacado a la venta el Indo live, el grupo prosigue con la gira y ahora este toma el nombre de Indo Live Tour con la diferencia (sobre las mismas canciones que se grabaron en Bélgica). Por ese año Stéphane Sirkis cae enfermo y es incapaz de seguir con la gira. Para ese entonces llamaron a Boris Jardel (guitarrista) y quien tuvo la difícil tarea de reemplazarlo. Tampoco el grupo no contaría con la participación de Xavier Géronimi (guitarra) por lo tanto Nicola Sirkis asume la guitarra.
1999 Nicola Sirkis comienza a realizar una serie de composiciones (contando también con algunas composiciones que realizó su hermano Stéphane Sirkis) para lo cual sería su siguiente disco de estudio, el cual quedaría postergado sino hasta mediados del mismo año.
El 27 de febrero de 1999, Stéphane Sirkis, guitarrista, tecladista y hermano gemelo de Nicola, muere a los 39 años víctima de hepatitis. Antes de su deceso pidió a la banda que continuara después de su muerte. Luego (24 de agosto de 1999) sale a la venta el álbum Dancetaria con algunos temas compuestos por su hermano fallecido a quien le dedican la canción Stef II.
En ese mismo año Nicola Sirkis realiza gira por Francia con el IndoTour 99 - 2000, de esta manera promocionando el disco Dancetaria para lo cual cuenta con la participación de Boris Jardel (guitarra) Jean-Pierre Pilot (teclados) Marc Elliard (bajo) y Mathieu Rabatte (batería).

### 2000 - 2019 (Banda de culto)
En 2002 disfrutaron de un renovado éxito con el álbum Paradize, en el que Oliver Gérard compuso la mayoría de las canciones, del que vendieron un millón de copias. Ningún grupo, local o internacional ha vendido un millón de copias de un álbum en Francia a partir de ese momento.  Éxitos como "J'ai demandé à la Lune", "Mao Boy", "Popstitute", "Electrastar" tomaron parte en Live del show Paradize en 2003 en el Bercy de París.

Álbum Paradize (2002)

En diciembre de 2005, Indochine regresó con Alice Et June, presentando una colaboración con Brian Molko, de la banda Placebo para el tema "Pink Water". El 6 y 7 de junio de 2006, el grupo tuvo un concierto en el "Hanoi Opera House" en Vietnam para celebrar su 25.º aniversario.
El 3 de diciembre de 2007, Indochine lanzó un triple DVD y doble CD de su nuevo álbum en directo, titulado "Alice & June Tour" grabado en Lille (Francia) en marzo de 2007.
En 2009, el grupo presentó su nuevo álbum la République des Météors. El 26 de junio de 2010 el concierto en el Stade de France reunió a 80 000 espectadores que celebraron los 30 años del grupo.

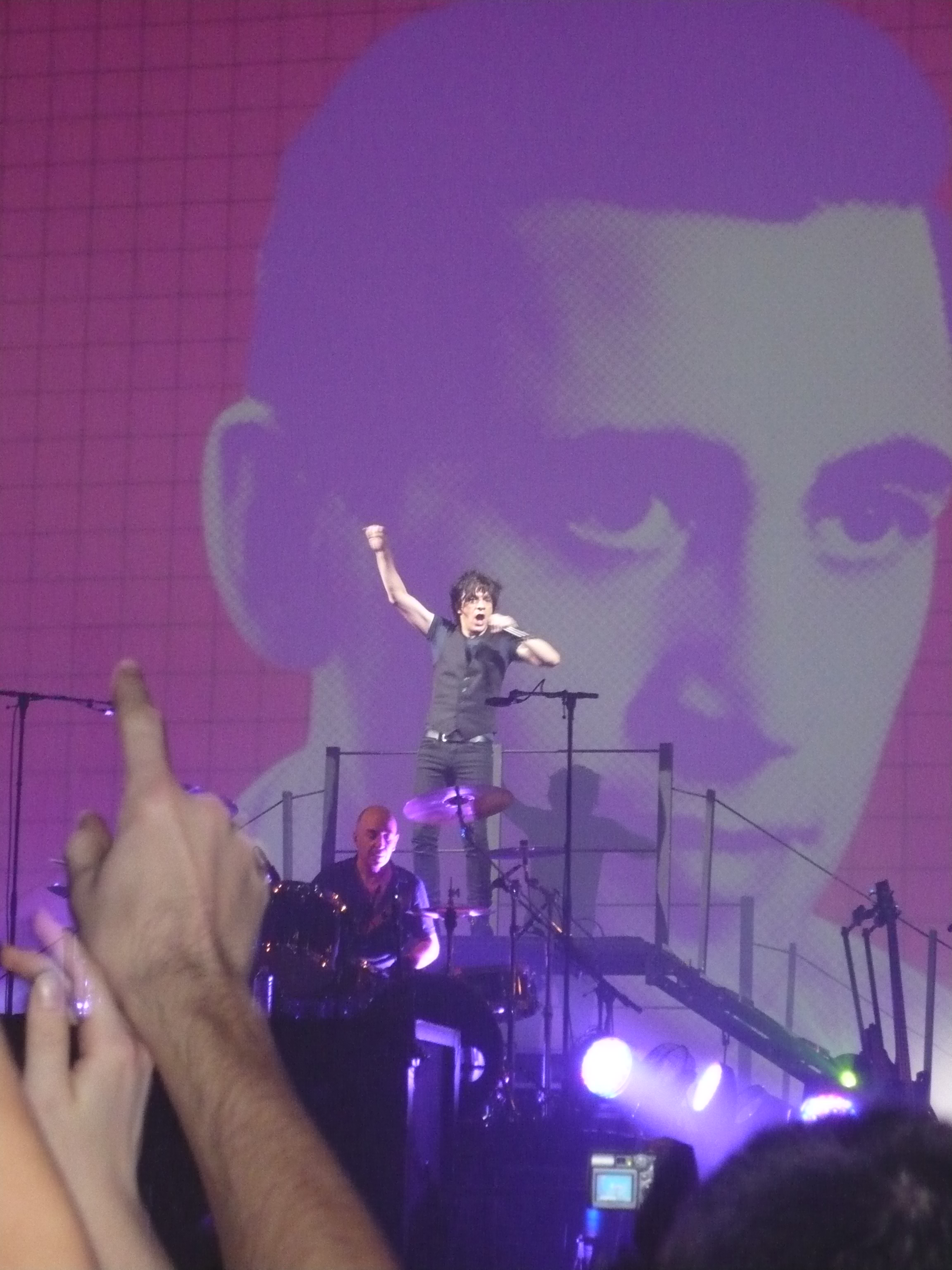
Nicola Sirkis líder de Indochine en el 2009 en el marco de la gira Meteor tour.

Indochine recibió una Victoire d'Honneur el 9 de febrero de 2011 por la longevidad del grupo. En septiembre anunciaron un nuevo álbum para 2012, siendo el álbum Black City Parade y su lanzamiento el 11 de febrero de 2013. Los sencillos de este álbum fueron:  Memoria (2012) – College Boy (2013) – Black City Parade (2013) – Belfast (2014) – Traffic Girl (2014).
El 2014 Indochine realiza 2 grandes conciertos, el 27 y 28 de junio en el Stade de France y el 14 de julio de ese año se presenta en Londres, Inglaterra.
En 2015 Indochine realiza la gira 'Europe City Club Tour' presentándose en España, Italia, Alemania, Dinamarca, Suecia, Noruega, Bélgica y Países Bajos.
El jueves 8 de junio de 2016, Nicola Sirkis se presenta para una amena entrevista en el Quotidien del canal francés TMC, después de responder a algunas preguntas e incluso presentar de una manera jocoza, el estado del tiempo para Francia; Nicola y el grupo interpretan en vivo, un nuevo tema que se titula "La Vie Est Belle" (la Vida es bella) y la misma noche, se anuncia la gira 2018 del grupo.
El 8 de setiembre de 2017 Indochine lanza su álbum 13. Los sencillos de este álbum fueron: La Vie Est Belle (2017) – Un Eté Français (2018) – Station 13 (2018) – Song For A Dream (2018) – Karma Girls (2019).

El 17 de marzo de 2018, después del concierto en el Palais 12 (ING Arena) de Bruselas, Sony Music de Bélgica premio a Indochine con un disco de platino, por más de 300.000 copias vendidas del álbum 13 en Bélgica.

### 2020 - Actualidad (40 años)
El 26 de mayo del 2020 Indochine lanza el sencillo Nos Celebrations, nuestras celebraciones como antesala a sus 40 años, en noviembre de ese año se da a conocer el sencillo '3SEX' en dúo con 'Christine And The Queens'.
El 2021 es un año especial, Indochine celebra sus 40 años y lanza 2 recopilatorios con los éxitos de las 4 décadas, el Singles Collection (1981 - 2001) y el Singles Collection (2001 - 2021).
Entre mayo y junio del 2022 es la gira de los conciertos por la celebración de los 40 años de Indochine, el 'Central Tour' en los estadios más grandes de Francia y meses después es proyectado en diferentes salas de cine en el mundo
En el año 2021 el grupo tenía previsto celebrar a lo grande sus 40 años con la gira Central Tour; pero la pandemia sanitaria obliga que estos eventos se postergaron para el año 2022.
La gira del Central Tour de Indochine en el año 2022,  del 21 de mayo al 3 de julio, es la gira de todos los récords, 6 conciertos con 6 récords de asistencia en cada estadio, con un total de 417.799 espectadores. Esta gira se caracterizó por tener un escenario en el centro de campo con una pantalla de 360 grados de visualización.
| # | Fecha       | Estadio               | Espectadores | Grupo invitado |
| - | ----------- | --------------------- | ------------ | -------------- |
| 1 | 21 de mayo  | Estadio de Francia    | 97.036       | Coach Party    |
| 2 | 4 de junio  | Matmut Atlantique     | 53.483       | Mansfield.TYA  |
| 3 | 11 de junio | Orange Vélodrome      | 59.400       | Hannes Bieger  |
| 4 | 25 de junio | Groupama Stadium      | 72.561       | Clara 3000     |
| 5 | 2 de julio  | Estadio Pierre-Mauroy | 67.838       | Superbus       |
| 6 | 3 de julio  | Estadio Pierre-Mauroy | 67.481       | Vitalic        |

#### Infraestructura del escenario
La infraestructura contó con un concepto innovador para la infraestructura de una gira musical, una torre de 45 metros de altura, compuesto de una pantalla LED Titan-X  de 30 metros de diámetro y 24 metros de altura que rodea la torre. Los equipos de audio e iluminación se encontraron dentro de la torre. Todo esto en el medio del campo de un estadio de futbol.
En total contó con una estructura de acero de 150 toneladas. Pantalla de video: 2500 m² compuesta por 1400 paneles led para un peso de 68 toneladas: La pantalla más grande jamás utilizada para un concierto en vivo especialmente diseñada para el Central Tour.
Luz: 1500 proyectores para un peso de 10 toneladas.
Sonido: 30 toneladas. 400m de barreras de seguridad. Peso total de la torre equipada: 258 toneladas. Altura de la torre: 45 metros. Escenario: 850m².
Para montaje/desmontaje: 5 días de montaje las 24 horas del día. 1,5 días de desmontaje las 24 horas del día. 4 grúas 100 toneladas. 4 plataformas elevadoras de 45 metros. 20 montacargas. 950 carreteras durante la semana. 70 semirremolques, con 250 técnicos en la gira.

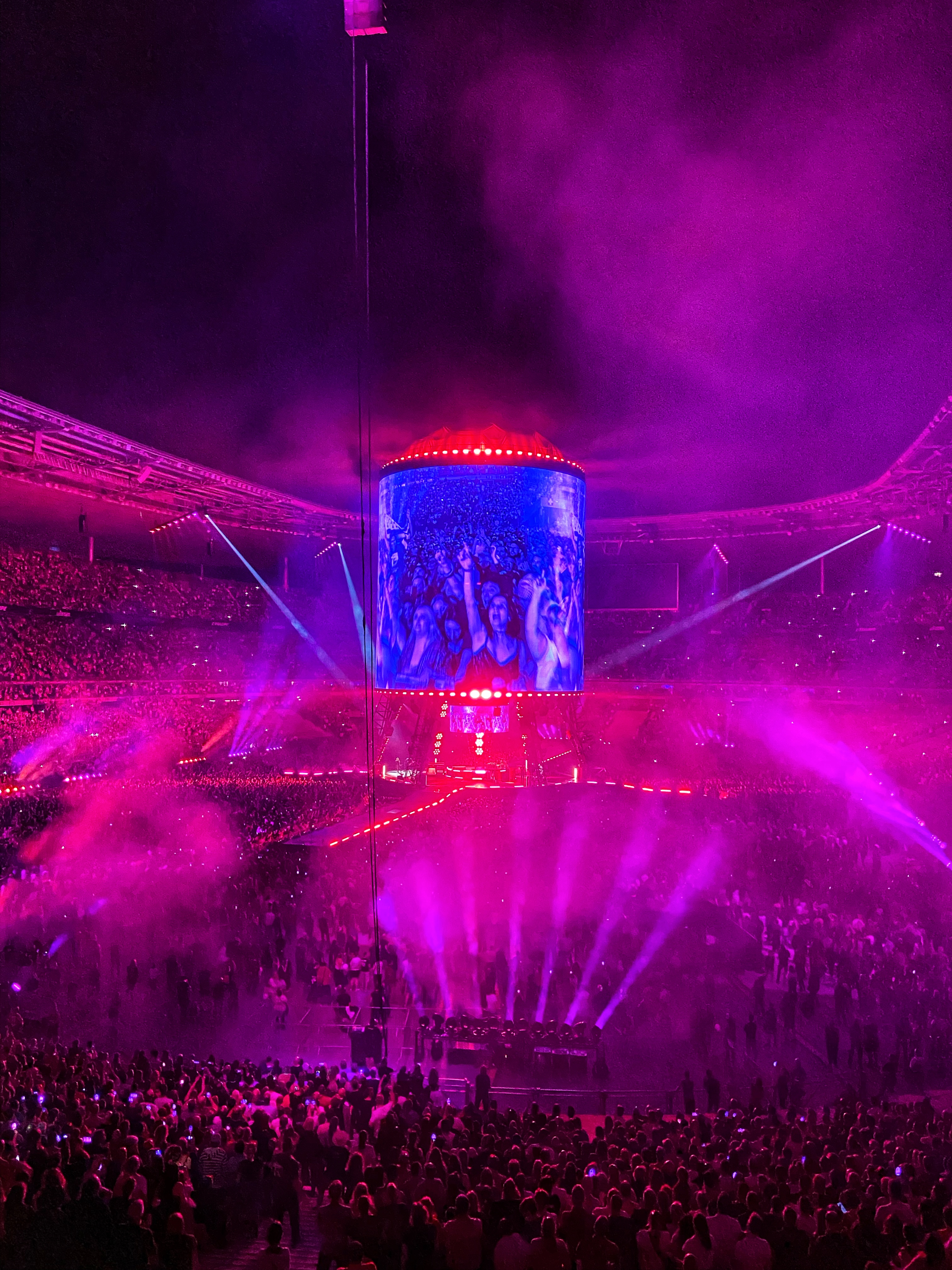
Indochine en Estadio de Francia.

En enero del 2023 Indochine saca el disco en vivo “Central Tour, le Film”, un concierto monumental del grupo galo registrado en el Groupama Stadium de Lyon el 25 de junio de 2022. Es el primer concierto del mundo filmado en vivo para Imax, con un sonido increíble de alta calidad y capturado con más de 45 micrófonos repartidos por todo el estadio, produciendo al máximo la atmósfera del concierto.
El 2023 el SNEP premia a Indochine con un disco de oro por el álbum en directo 'Central Tour' , triple disco de platino por el trabajo videográfico 'Central Tour, le film'  y un disco de platino por el sencillo 'Nos célébrations' .   Ese año Indochine se presenta en varios festivales de Francia, Inglaterra, Bélgica y Suiza.
El 14 de junio de 2024 Indochine lanza su nuevo sencillo Le chant des cygnes que contiene 3 temas, versión del álbum, versión sencillo y versión instrumental, además será el fondo musical para los partidos de la Eurocopa 2024 que se vera en Francia.
El 28 de junio de 2024 Indochine anunció su nuevo álbum 'Babel Babel', será un doble álbum y contendrá 17 temas, el álbum se podrá reservarse desde el 5 de julio y saldrá al mercado el 7 de setiembre de 2024. 

## Giras musicales
| #  | Nombre de la gira                     | Años        | Fechas | Países                                                                             |
| -- | ------------------------------------- | ----------- | ------ | ---------------------------------------------------------------------------------- |
| 1  | Le Rose Bonbon                        | 1981        | 4      | Francia                                                                            |
| 2  | Tournée 1982                          | 1982        | 6      | Francia                                                                            |
| 3  | Les 10 Jours de Pékin                 | 1983        | 14     | Francia - Bélgica                                                                  |
| 4  | Péril Jaune Tour                      | 1983 - 1984 | 29     | Francia - Bélgica - Suiza                                                          |
| 5  | Tour Scandinave + Concert SOS Racisme | 1984 - 1985 | 9      | Suecia - Francia - Dinamarca                                                       |
| 6  | Indochine Joue...                     | 1985 - 1986 | 55     | Francia - Suiza - Monaco                                                           |
| 7  | Tour 88                               | 1988        | 38     | Francia - Bélgica - Suiza - Canadá - Perú                                          |
| 8  | Le Birthday Tour                      | 1992        | 20     | Francia - Suiza - Bélgica - Canadá                                                 |
| 9  | Une Nuit Dans Votre Ville             | 1994        | 17     | Francia - Suiza - Bélgica - Canadá                                                 |
| 10 | Wax Tour                              | 1996 -1997  | 19     | Francia - Suiza - Bélgica - Canadá                                                 |
| 11 | Live Tour                             | 1998        | 15     | Francia - Bélgica                                                                  |
| 12 | Indo Tour 99                          | 1999        | 12     | Francia - Bélgica                                                                  |
| 13 | Dancetaria Tour                       | 1999 - 2000 | 45     | Suiza - Francia - Bélgica                                                          |
| 14 | Une Nuit Intime Avec Indochine        | 2000 - 2001 | 31     | Francia - Bélgica                                                                  |
| 15 | Paradize Tour                         | 2002 - 2004 | 94     | Francia - Bélgica - Luxemburgo - Suiza - Canadá                                    |
| 16 | Alice & June Tour                     | 2005 - 2007 | 68     | Francia - Bélgica - Suiza - Canadá                                                 |
| 17 | Hanoi                                 | 2006        | 2      | Vietnam                                                                            |
| 18 | Meteor Tour                           | 2009 - 2011 | 66     | Francia - Bélgica - Luxemburgo - Suiza - Canadá                                    |
| 19 | Stade de France - Putain de Stade     | 2010        | 1      | Francia                                                                            |
| 20 | Paradize +10                          | 2012        | 2      | Francia                                                                            |
| 21 | Black City Tour                       | 2013 - 2014 | 65     | Francia - Bélgica - Canadá - Suiza - Inglaterra                                    |
| 22 | Stade de France - Black City Concerts | 2014        | 2      | Francia                                                                            |
| 23 | Europe City Club Tour                 | 2015        | 8      | España - Italia - Alemania - Dinamarca - Suecia - Noruega - Bélgica - Países Bajos |
| 24 | Concerts 2015                         | 2015        | 2      | Estados Unidos - Francia                                                           |
| 25 | Festival Tour 2016                    | 2016        | 7      | Francia - Bélgica - Suiza                                                          |
| 26 | Concerts 2017                         | 2017        | 2      | Francia                                                                            |
| 27 | 13 Tour                               | 2018 - 2019 | 60     | Francia - Bélgica - Suiza                                                          |
| 28 | Concerts 2020                         | 2020        | 3      | Francia                                                                            |
| 29 | Concerts 2021                         | 2021        | 4      | Francia - Bélgica                                                                  |
| 30 | Central Tour - Tournée des Stades     | 2022        | 6      | Francia                                                                            |
| 31 | Festival Tour 2023                    | 2023        | 11     | Francia - Inglaterra - Suiza - Bélgica                                             |

## Componentes
Cronología
| Lista de integrantes de Indochine |               |                   |                  |               |                  |                      |                           |
| Fecha                             | Voz           | Guitarra solista  | Guitarra rítmica | Bajo          | Batería          | Teclados             | Álbumes                   |
| --------------------------------- | ------------- | ----------------- | ---------------- | ------------- | ---------------- | -------------------- | ------------------------- |
| 1981                              | Nicola Sirkis | Dominique Nicolas | -                | -             | -                | Dimitri Bodianski    |                           |
| 1982                              | Nicola Sirkis | Dominique Nicolas | Stéphane Sirkis  | -             | -                | Dimitri Bodianski    | L'Aventurier              |
| 1983                              | Nicola Sirkis | Dominique Nicolas | Stéphane Sirkis  | -             | -                | Dimitri Bodianski    | Le Péril jaune            |
| 1984                              | Nicola Sirkis | Dominique Nicolas | Stéphane Sirkis  | -             | -                | Dimitri Bodianski    |                           |
| 1985                              | Nicola Sirkis | Dominique Nicolas | Stéphane Sirkis  | -             | Arnaud Devos     | Dimitri Bodianski    | 3                         |
| 1986                              | Nicola Sirkis | Dominique Nicolas | Stéphane Sirkis  | -             | Arnaud Devos     | Dimitri Bodianski    |                           |
| 1987                              | Nicola Sirkis | Dominique Nicolas | Stéphane Sirkis  | -             | Arnaud Devos     | Dimitri Bodianski    | 7000 danses               |
| 1988                              | Nicola Sirkis | Dominique Nicolas | Stéphane Sirkis  | Diego Burgard | Jean-My Truong   | Dimitri Bodianski    |                           |
| 1989                              | Nicola Sirkis | Dominique Nicolas | Stéphane Sirkis  | Diego Burgard | Jean-My Truong   | Philippe Eidel       |                           |
| 1990                              | Nicola Sirkis | Dominique Nicolas | Stéphane Sirkis  | Diego Burgard | Jean-My Truong   | Philippe Eidel       | Le Baiser                 |
| 1991                              | Nicola Sirkis | Dominique Nicolas | Stéphane Sirkis  | Diego Burgard | Jean-My Truong   | Philippe Eidel       |                           |
| 1992                              | Nicola Sirkis | Dominique Nicolas | Stéphane Sirkis  | Marc Éliard   | Jean-My Truong   | Philippe Eidel       |                           |
| 1993                              | Nicola Sirkis | Dominique Nicolas | Stéphane Sirkis  | Marc Éliard   | Jean-My Truong   | Philippe Eidel       | Un Jour Dans Notre Vie    |
| 1994                              | Nicola Sirkis | Dominique Nicolas | Stéphane Sirkis  | Marc Éliard   | Jean-My Truong   | Jean-Pierre Pilot    |                           |
| 1995                              | Nicola Sirkis | -                 | Stéphane Sirkis  | Marc Éliard   | -                | Jean-Pierre Pilot    |                           |
| 1996                              | Nicola Sirkis | Alexandre Azaria  | Stéphane Sirkis  | Marc Éliard   | Yann Cortéla     | Jean-Pierre Pilot    | Wax                       |
| 1997                              | Nicola Sirkis | Xavier Géromini   | Stéphane Sirkis  | Marc Éliard   | Yann Cortéla     | Jean-Pierre Pilot    |                           |
| 1998                              | Nicola Sirkis | Boris Jardel      | Stéphane Sirkis  | Marc Éliard   | Yann Cortéla     | Jean-Pierre Pilot    |                           |
| 1999                              | Nicola Sirkis | Boris Jardel      | Olivier Gérard   | Marc Éliard   | Matthieu Rabaté  | Jean-Pierre Pilot    | Dancetaria                |
| 2000                              | Nicola Sirkis | Boris Jardel      | Olivier Gérard   | Marc Éliard   | Matthieu Rabaté  | Jean-Pierre Pilot    |                           |
| 2001                              | Nicola Sirkis | Boris Jardel      | Olivier Gérard   | Marc Éliard   | Matthieu Rabaté  | Frédéric Helbert     |                           |
| 2002                              | Nicola Sirkis | Boris Jardel      | Olivier Gérard   | Marc Éliard   | François Soulier | Frédéric Helbert     | Paradize                  |
| 2003                              | Nicola Sirkis | Boris Jardel      | Olivier Gérard   | Marc Éliard   | François Soulier | Frédéric Helbert     |                           |
| 2004                              | Nicola Sirkis | Boris Jardel      | Olivier Gérard   | Marc Éliard   | François Soulier | Frédéric Helbert     |                           |
| 2005                              | Nicola Sirkis | Boris Jardel      | Olivier Gérard   | Marc Éliard   | François Soulier | François Matuszenski | Alice & June              |
| 2006                              | Nicola Sirkis | Boris Jardel      | Olivier Gérard   | Marc Éliard   | François Soulier | François Matuszenski |                           |
| 2007                              | Nicola Sirkis | Boris Jardel      | Olivier Gérard   | Marc Éliard   | François Soulier | François Matuszenski |                           |
| 2008                              | Nicola Sirkis | Boris Jardel      | Olivier Gérard   | Marc Éliard   | François Soulier | François Matuszenski |                           |
| 2009                              | Nicola Sirkis | Boris Jardel      | Olivier Gérard   | Marc Éliard   | François Soulier | François Matuszenski | La République Des Meteors |
| 2010                              | Nicola Sirkis | Boris Jardel      | Olivier Gérard   | Marc Éliard   | François Soulier | François Matuszenski |                           |
| 2011                              | Nicola Sirkis | Boris Jardel      | Olivier Gérard   | Marc Éliard   | François Soulier | François Matuszenski |                           |
| 2012                              | Nicola Sirkis | Boris Jardel      | Olivier Gérard   | Marc Éliard   | François Soulier | François Matuszenski |                           |
| 2013                              | Nicola Sirkis | Boris Jardel      | Olivier Gérard   | Marc Éliard   | François Soulier | François Matuszenski | Black City Parade         |
| 2014                              | Nicola Sirkis | Boris Jardel      | Olivier Gérard   | Marc Éliard   | François Soulier | François Matuszenski |                           |
| 2015                              | Nicola Sirkis | Boris Jardel      | Olivier Gérard   | Marc Éliard   | Ludwig Dahlberg  | -                    |                           |
| 2016                              | Nicola Sirkis | Boris Jardel      | Olivier Gérard   | Marc Éliard   | Ludwig Dahlberg  | -                    |                           |
| 2017                              | Nicola Sirkis | Boris Jardel      | Olivier Gérard   | Marc Éliard   | Ludwig Dahlberg  | -                    | 13                        |
| 2018                              | Nicola Sirkis | Boris Jardel      | Olivier Gérard   | Marc Éliard   | Ludwig Dahlberg  | -                    |                           |

### Integrantes actuales
- Nicola Sirkis – voz, guitarra, compositor (1981-presente)
- Marc "Mr. Marco" Éliard – bajo (1992-presente)
- Boris Jardel – guitarra eléctrica, compositor (1998-presente)
- Olivier "oLi dE SaT" Gérard – guitarra eléctrica, sintetizador, teclados, compositor (2002-presente)
- Ludwig Dahlberg – batería (2015-presente)

### Exintegrantes
- Dominique Nicolas – guitarra eléctrica, bajo, compositor (1981-1994)
- Stéphane Sirkis – sintetizador, caja de ritmos, guitarra acústica, guitarra eléctrica, bajo, compositor (1982-1999) †
- Dimitri Bodianski – saxofón, percusión, sintetizador (1981-1989)
- Jean Pierre Pilot – teclados (1994-2001)
- Matthieu Rabaté – batería (1999-2002)
- Frédéric Helbert – teclados (2002-2004)
- François "Mr. Shoes" Soulier – batería (2002-2015)
- François "Matu" Matuszenski – teclados (2006-2014)

### Músicos de apoyo
- Arnaud Devos – batería, percusión (1985-1986)
- Diego Burgar – bajo (1988)
- Jean-My Truong – batería (1988-1994)
- Philippe Eidel – teclados, acordeón (1992)
- Alexandre Azaria – guitarra eléctrica, guitarra acústica (1995-1996)
- Xavier Geronimi – guitarra (1996-1997)
- Yann Cortella – batería (1996-1998)

## Discografía

### Premios
- Bus d'Acier (1983)
- Disco de Oro "El Virrey" (1988)
- MTV Europe Music Awards:
  - Mejor artista francés (2002)
- NRJ Music Awards:
  - Mejor álbum francés del año (2003)
- Victoires de la musique:
  -  Mejor álbum pop/rock (2003)
- Referéndum Rock Mag/Le Mouv': (2007)
  - Mejor grupo francés
  - Mejor cantante francés (Nicola Sirkis)
  - Mejor álbum en directo
  - Mejor DVD en directo (Alice & June tour)
- Sony Music Belgique (2018)
  - Disco de platino por el álbum '13'
- Premios de SNEP (2023) 
  - Disco de oro por ventas del álbum en directo 'Central Tour'
  - Triple disco de platino por la pelicula 'Central Tour, Le Film'
  - Disco de platino por el single 'Nos célébrations'